# Eucalyptus erythrocorys
Eucalyptus erythrocorys is een kleine groenblijvende boom uit de mirtefamilie (Myrtaceae). De soort komt van nature voor in West-Australië. In Australië zijn de gangbare naam voor de boom de aboriginesnaam illyarrie, red-capped gum en helmet nut gum. De boom wordt 5 tot 7 meter hoog. 

## Kenmerken
De boomstam heeft een gladde witte schors. De schors vervelt en verliest bruine schilfers.
De jonge blaadjes groeien tegenoverstaand in paren. De blaadjes zijn 7-13 × 3-5 cm groot, breed lancetvormig tot ovaal, gesteeld en bleekgroen tot grijs met korte stijve haren. De volwassen bladeren groeien ook tegenoverstaand in paren. Ze zijn 12-16 × 1,5-4 cm, eenkleurig donkergroen, smal tot breed lancetvormig, sikkelvormig, leerachtig en gesteeld. De nervatuur is matig opvallend tot opvallend. De zijnerven liggen in een hoek van 30° à 40° tot de middennerf.
De boom bloeit van maart tot december en rond Perth van februari tot april. Ze produceert veel nectar en weinig pollen. De knoppen zijn 40-45 × 20-25 mm groot en zittend. De okselstandige bloem staat op een platte, 10 tot 15 mm dikke, 30 mm lange stengel. Ze heeft een heeft een driebloemig scherm. Het operculum is scharlakenrood en baretvormig met vier verhoogde kruisvormige randen, gerimpeld of wratachtig en maar half zo lang maar breder dan de viertandige geribde, breed-kegelvormige bloembodem.
De vrucht is zittend, 50 x 60 mm groot, breed klokvormig, een beetje kantig, onregelmatig geribd, dik en houtig. De vruchten zijn zo talrijk dat de takken soms gaan treuren.
Het hout van de boom is lichtbruin, zacht en breekbaar. De boom niet geschikt voor bosbouwdoeleinden.

## Habitat
De boom groeit van nature op kalkhoudende grond in de tropische en subtropische kustgebieden ten noorden van Perth en van het nationaal park Kalbarri. Hij wordt voor zijn sierlijke bloemen gekweekt en weet zich aan verschillende ondergronden aan te passen. De boom groeit zowel in zanderige als zware grond en in graniethoudende leemgrond in gebieden met weinig neerslag. Hij reageert goed op een snoeibeurt.

## Taxonomie
De boom werd voor het eerst beschreven door Ferdinand von Mueller in 1860.

## Galerij

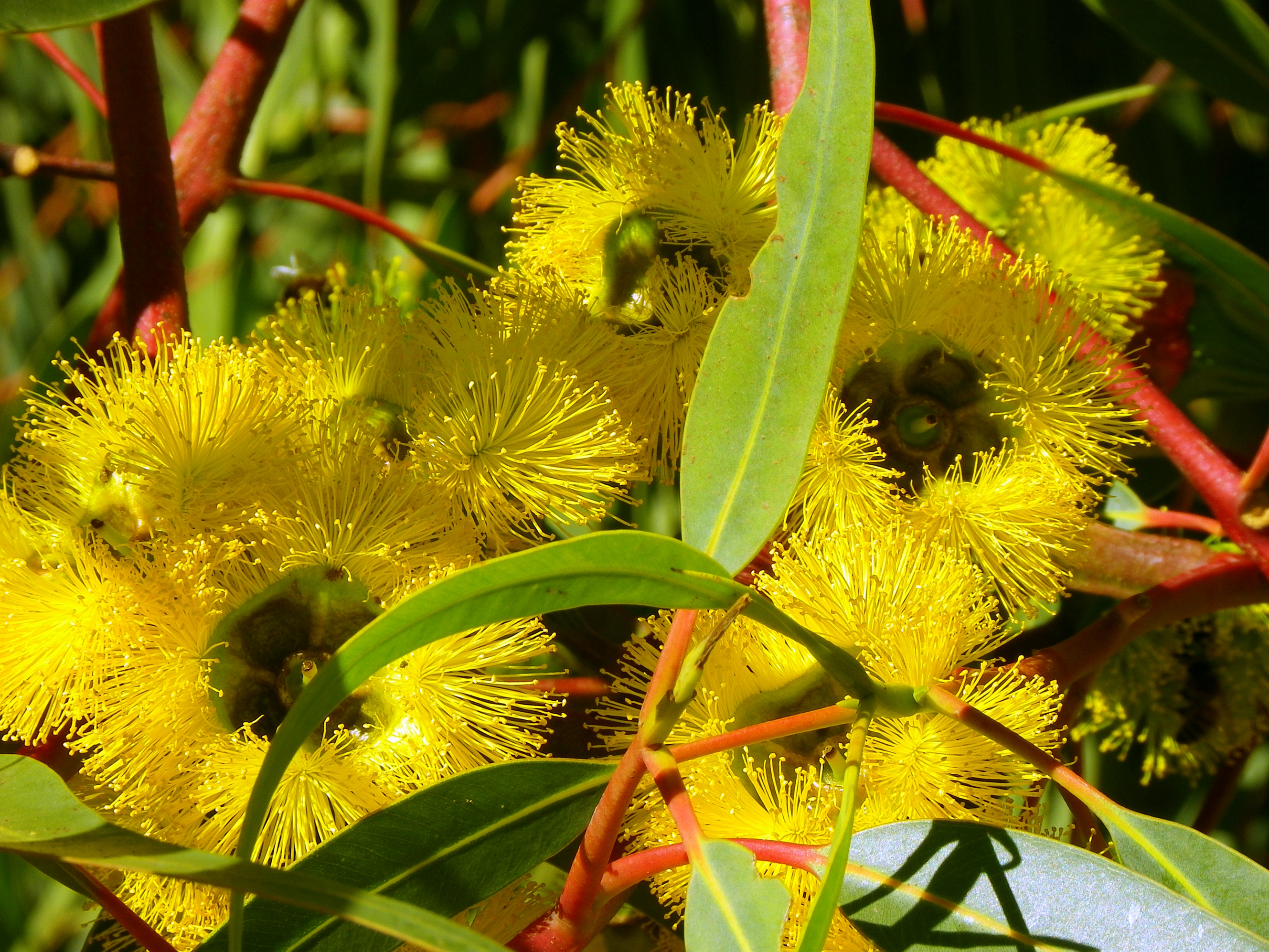
Bloemen en bladeren
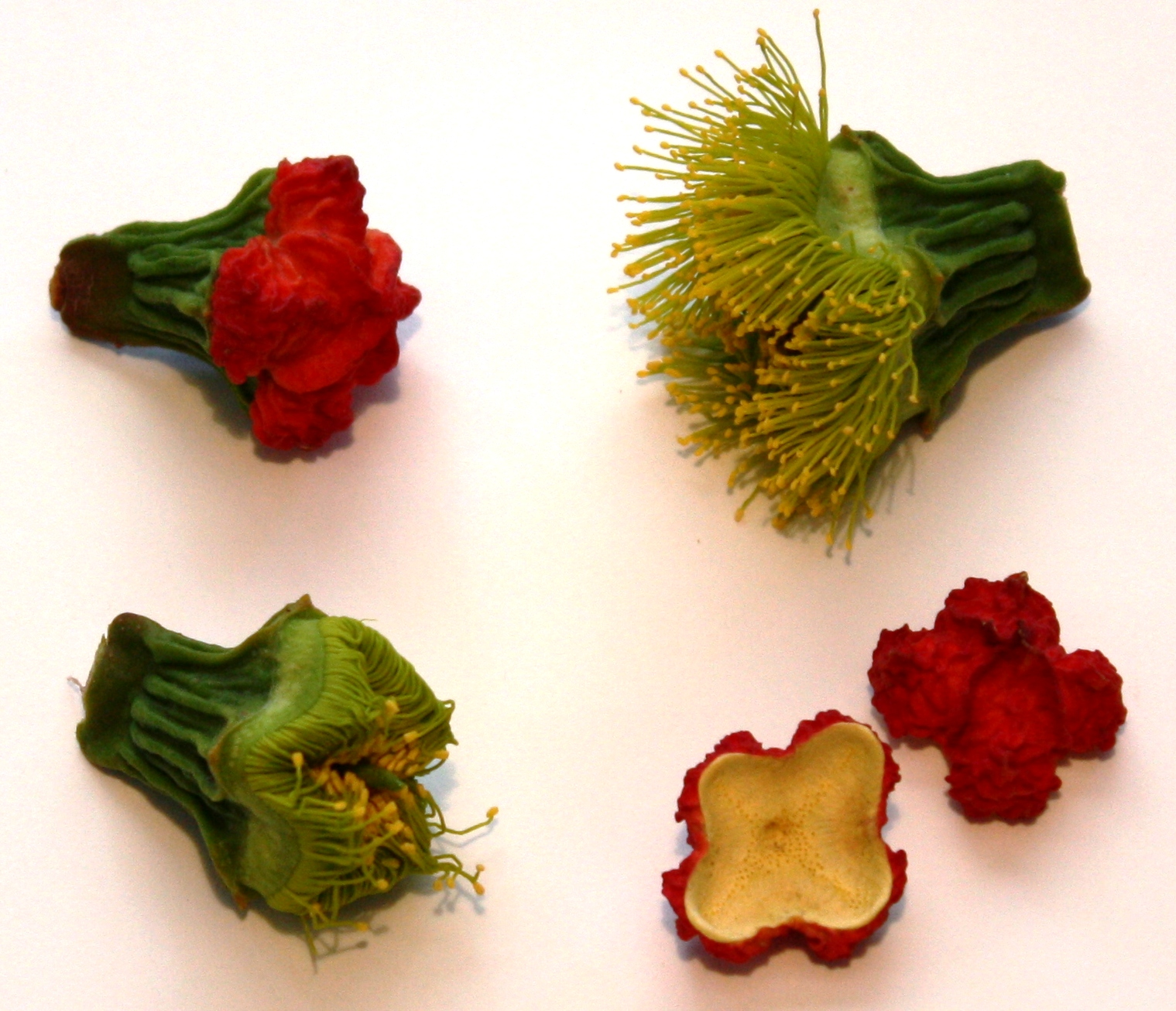
Knoppen en opercula
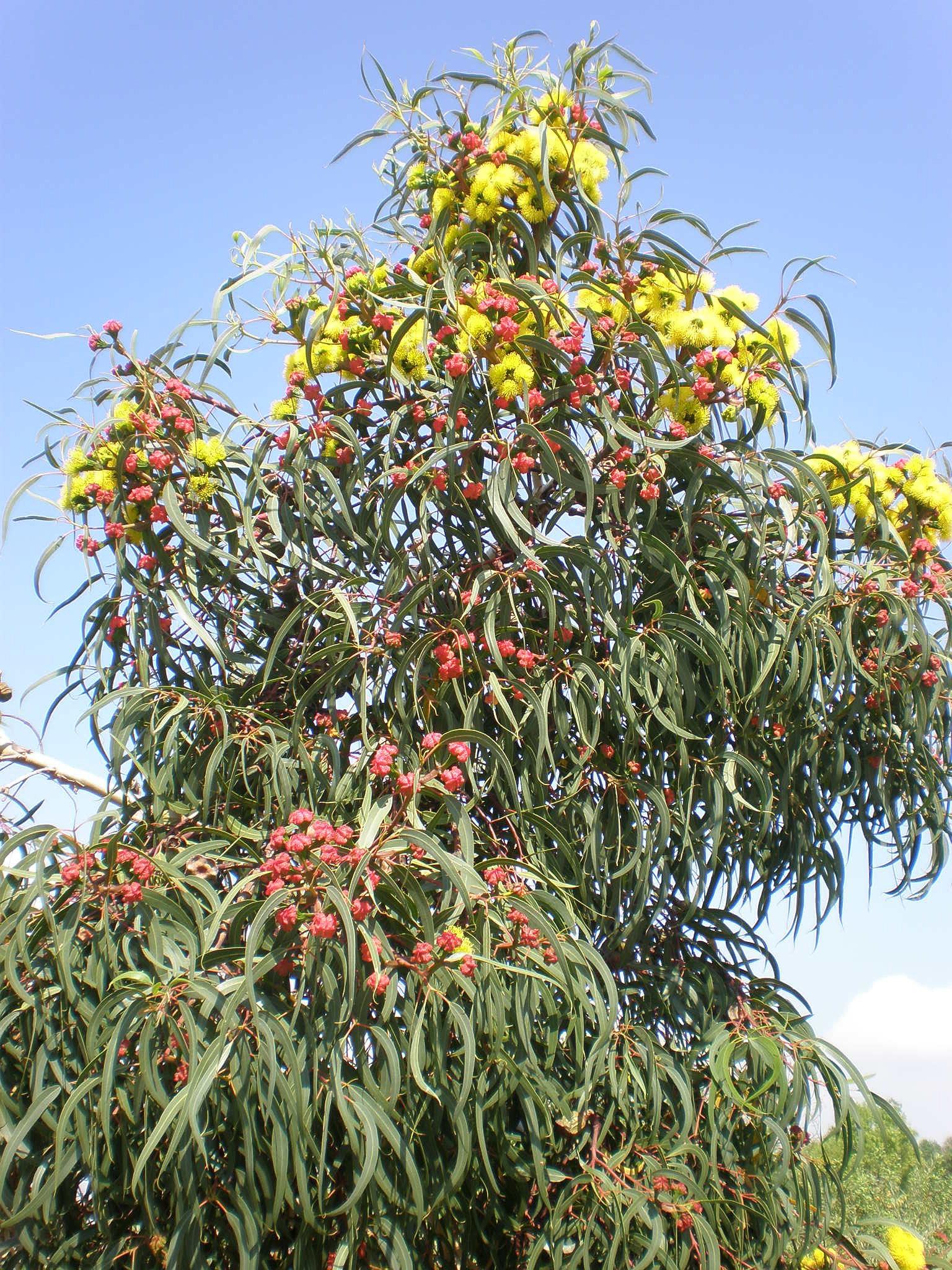
De Illyarrie in zijn habitat

... · 
E. brevistylis · 
E. camaldulensis · 
E. diversicolor (Karri) · 
E. erythrocorys · 
E. eudesmioides · 
E. globulus (Blauwe gomboom) · 
E. gomphocephala · 
E. guilfoylei · 
E. gunnii (Cidergomboom) · 
E. jacksonii · 
E. loxophleba · 
E. marginata (Jarrah) · 
E. rudis · 
E. viminalis (Suikereucalyptus) · 
E. wandoo (Wandoo) · 
...